# تشارلز لورينغ إليوت
تشارلز لورينغ إليوت (بالإنجليزية: Charles Loring Elliott)‏ هو رسام أمريكي، ولد في 1812 في أوبورن في الولايات المتحدة، وتوفي في 1868.

## معرض صور

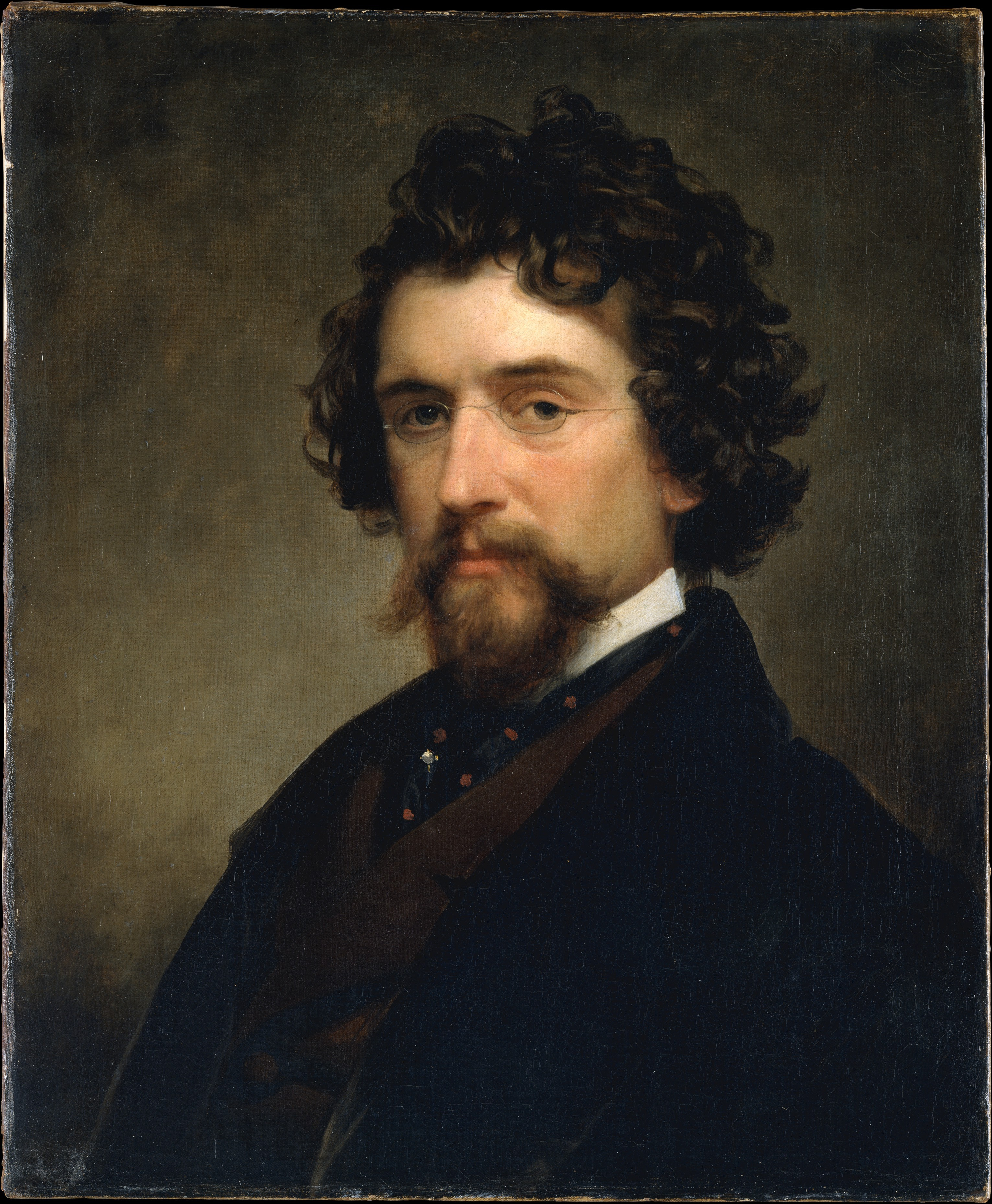
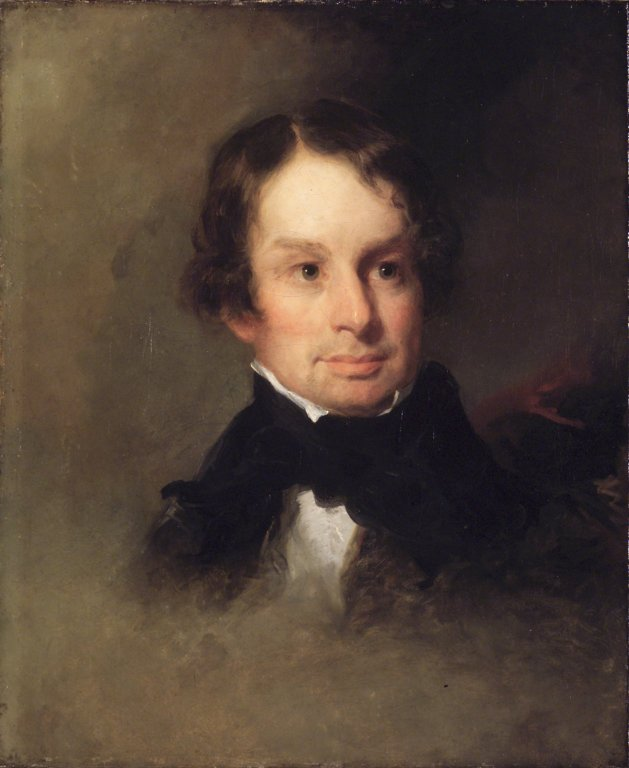
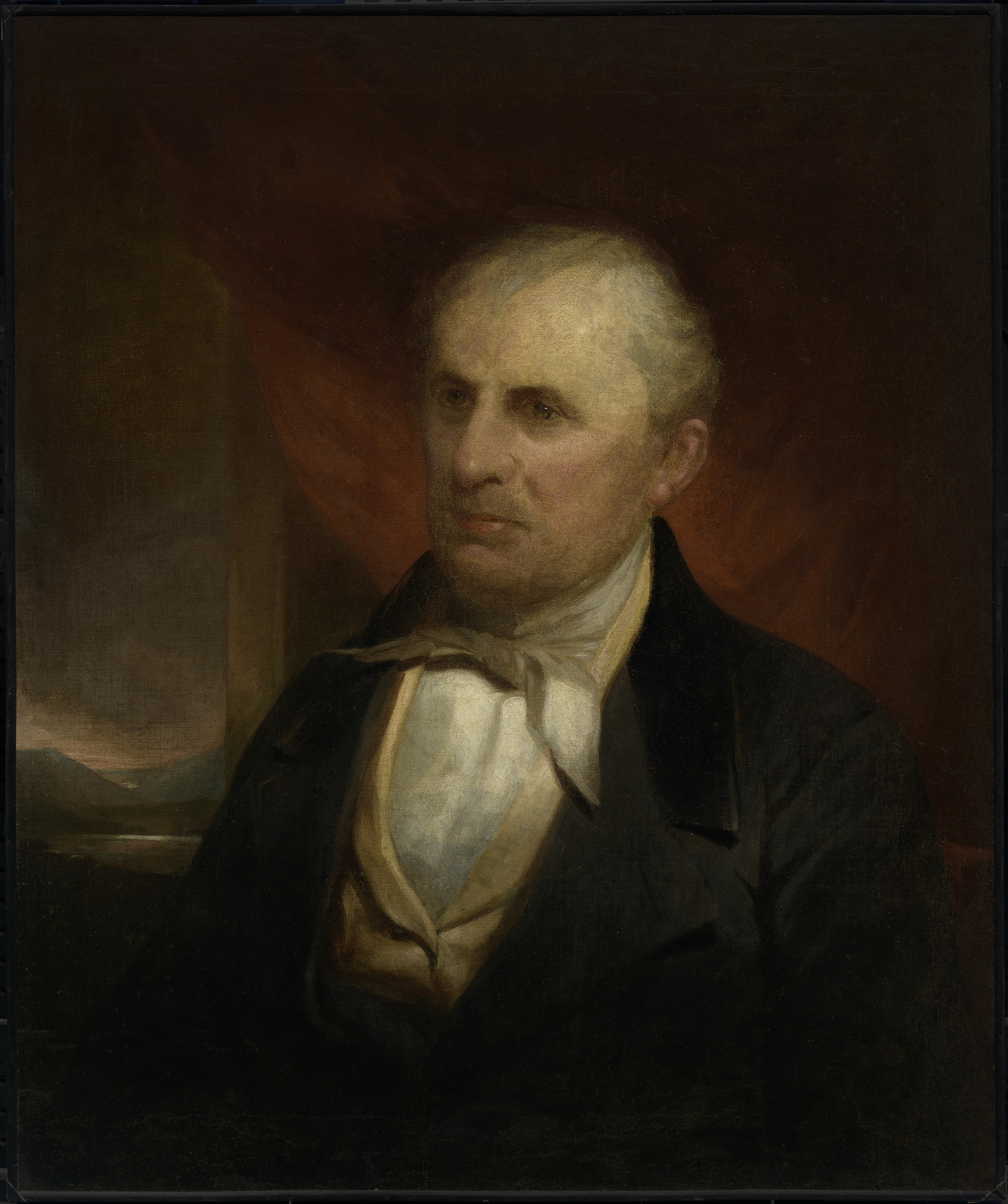
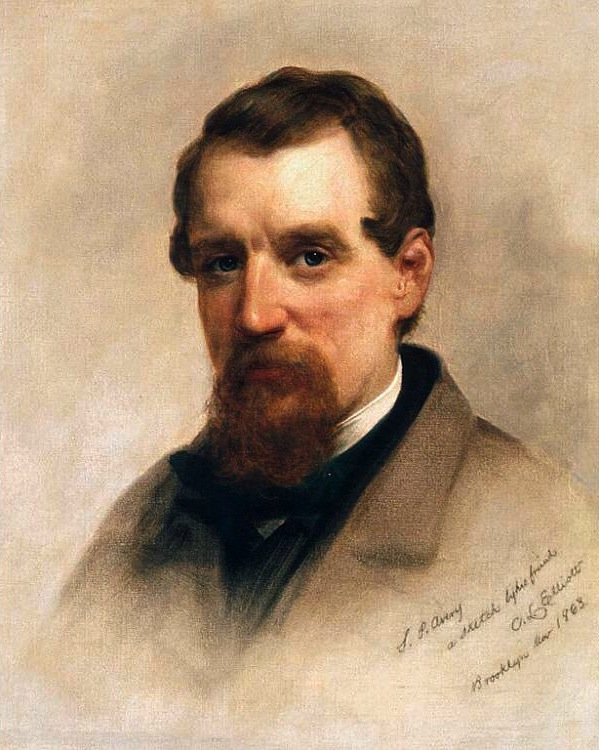
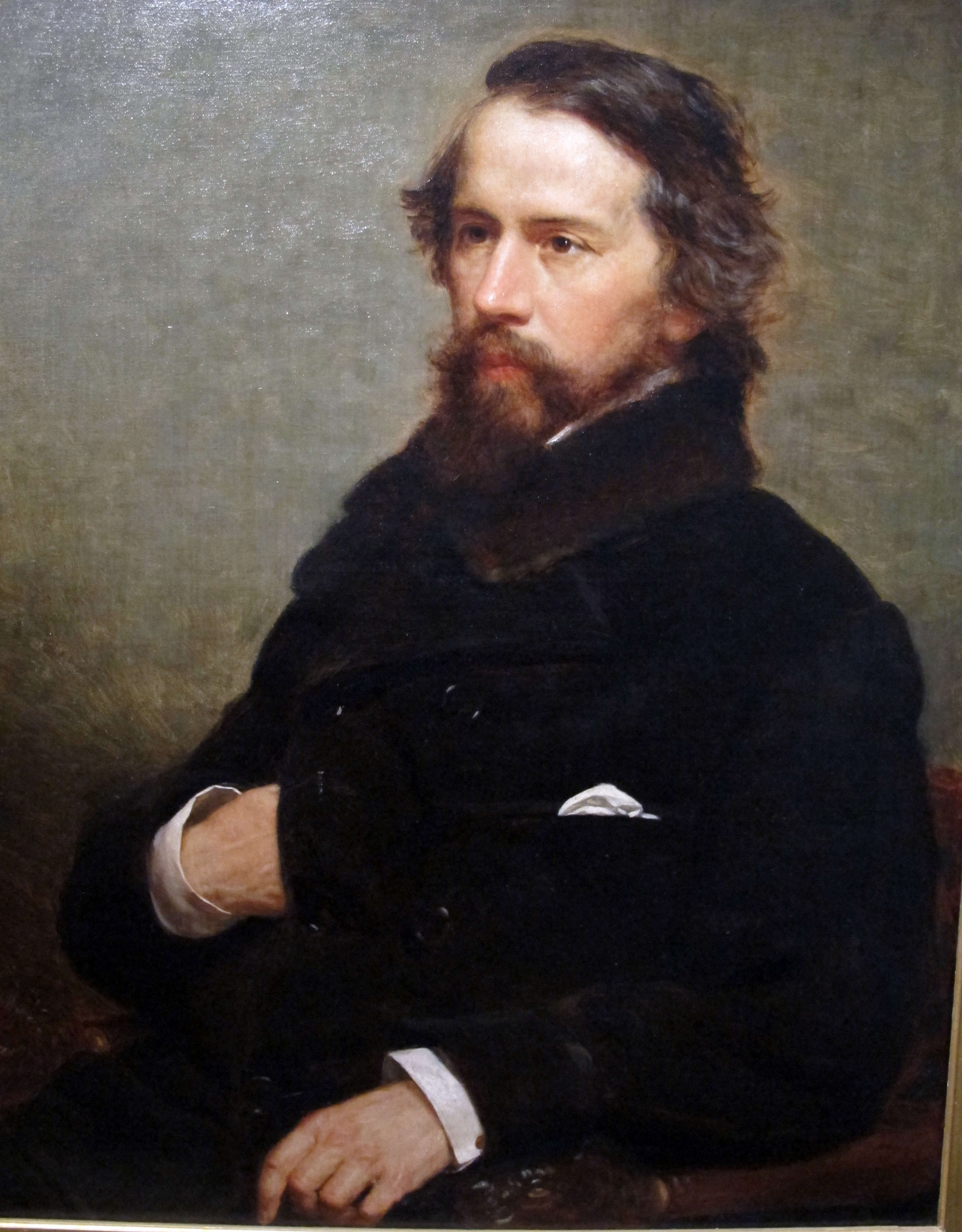
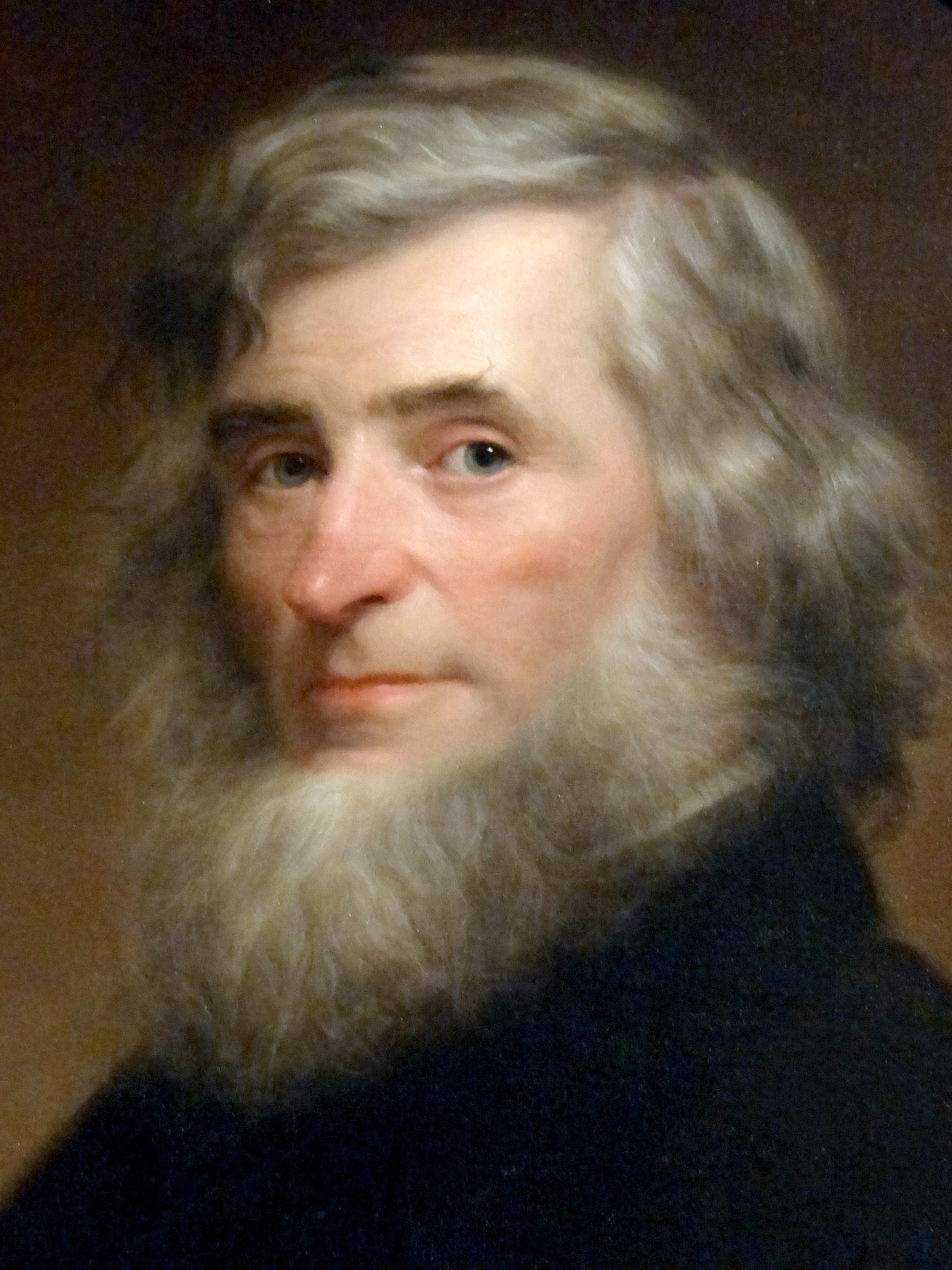